# Thierry Moutinho
Thierry Rua Moutinho  (* 26. Februar 1991 in Genf) ist ein schweizerisch-portugiesischer Fussballspieler, der auf der Position des Mittelfeldspielers spielt.

## Karriere

### Verein
Thierry Moutinho spielte in seiner Jugend bei Étoile Carouge. Im Jahr 2007 wurde er in die erste Mannschaft aufgenommen, welche in der 1. Liga spielte. Auf die Saison 2009/10 wechselte Moutinho zum Traditionsverein Servette FC Genève in die Challenge League. In der zweiten Saison erlebte er den Aufstieg in die Super League mit, konnte sich in dieser Saison aber nie richtig durchsetzen und kam nur auf fünf Einsätze.
Um mehr Spielpraxis zu sammeln wurde Moutinho ein halbes Jahr in die spanische 3. Division zu CD Badajoz ausgeliehen. Nach seiner Rückkehr zum Servette FC Genève konnte er dann noch in der zweiten Hälfte der Saison 13 Spiele absolvieren und sein erstes Super-League-Tor feiern. Durch die gute Leistung des Aufsteigers konnte in der Saison darauf in der UEFA-Europa-League-Qualifikation gespielt werden. Nach der zweiten Saison in der Super League und neuerlichen finanziellen Problemen des Vereins stieg der Servette FC Genève nach der Saison 2012/2013 ab. Dies war der erste sportliche Abstieg des Vereins (im Jahr 2005 wurde man zwangsrelegiert). Zu Beginn der Saison 2013/14 in der Challenge League kämpfte Moutinho noch mit einer Verletzung und konnte erst in der 7. Runde ins Geschehen eingreifen. Aber auch in der Saison in der zweithöchsten Liga der Schweiz, konnte er sich nicht durchsetzen und blieb in der Reservistenrolle. Im Januar 2014 kehrte er nach Spanien zurück, diesmal wechselte er zum Drittligisten Albacete Balompié, mit dem er im Sommer 2014 in die zweite Liga aufstieg. 2015 wechselte er zum Ligakonkurrenten RCD Mallorca. Im Januar 2016 wurde er, wieder innerhalb der Liga, an den CD Teneriffa verliehen.

### Nationalmannschaft
Moutinho spielte für die schweizerische und die portugiesische Juniorennationalmannschaft. Der letzte Einsatz datiert vom 3. Juni 2011 (Italien U-20 1:1 Portugal U-20).

## Erfolge
2011: Aufstieg in die Super League mit Servette FC Genève